# Giuseppe Aquari
Giuseppe Aquari (Roma, 1º gennaio 1916 – Roma, 30 dicembre 1982) è stato un direttore della fotografia e operatore cinematografico italiano.
Formatosi presso il centro sperimentale di cinematografia di Roma, la sua carriera nel cinema inizia nel 1942, come operatore in due opere di Chiarini.

Successivamente fu operatore in varie produzioni a carattere documentaristico. La sua carriera di direttore della fotografia inizia nel 1952 (con il film Ultimo perdono).
In seguito fu responsabile della fotografia in diverse produzioni di vario genere, ma privilegiò sempre il genere documentario, come ad esempio nel pregevole Eva nera.

## Filmografia

### Cinema
- Terra senza tempo, regia di Silvestro Prestifilippo (1950)
- La scogliera del peccato, regia di Roberto Bianchi Montero (1951)
- Ultimo perdono, regia di Renato Polselli (1952)
- Delitto al luna park, regia di Renato Polselli (1952)
- La montagna di Cenere, regia di Giovanni Paolucci - cortometraggio (1953)
- Eva nera, regia di Giuliano Tomei (1953)
- Vecchio cinema... che passione!, regia di Aldo Crudo  (1957)
- L'angelo custode, regia di Giuliano Tomei (1957)
- Amore e guai..., regia di Angelo Dorigo (1958)
- Avventura nell'arcipelago, regia di Dino Bartolo Partesano (1958)
- Un giorno come ogni giorno, regia di Dino Bartolo Partesano (1959)
- Toro bravo, regia di Vittorio Cottafavi e Domingo Viladomat (1960)
- Il gobbo, regia di Carlo Lizzani (1960)
- Le ambiziose, regia di Antonio Amendola (1961)
- Lo specchio, la tigre e la pianura, regia di Raffaele Andreassi - cortometraggio (1961)
- Mariti a congresso, regia di Luigi Filippo D'Amico (1961)
- Cacciatori di dote, regia di Mario Amendola (1961)
- Congo vivo, regia di Giuseppe Bennati (1962)
- Il cambio della guardia, regia di Giorgio Bianchi (1962)
- Dal sabato al lunedì, regia di Guido Guerrasio (1962)
- Storie sulla sabbia, regia di Riccardo Fellini (1963)
- La cripta e l'incubo, regia di Camillo Mastrocinque (1964)
- I piaceri proibiti, regia di Raffaele Andreassi (1964)
- Il morbidone, regia di Massimo Franciosa (1965)
- Te lo leggo negli occhi, regia di Camillo Mastrocinque (1966)
- Un angelo per Satana, regia di Camillo Mastrocinque (1966)
- Per qualche dollaro in meno, regia di Mario Mattoli (1966)
- L'uomo dal pugno d'oro (El hombre del puño de oro), regia di Jaime Jesús Balcázar (1967)
- Silenzio: si uccide, regia di Guido Zurli (1967)
- Dio non paga il sabato, regia di Tanio Boccia (1967)
- Vendetta per vendetta, regia di Mario Colucci (1968)
- Vedove inconsolabili in cerca di... distrazioni, regia di Bruno Gaburro (1968)
- Qualcosa striscia nel buio, regia di Mario Colucci (1971)
- Il mio nome è Mallory... M come morte, regia di Mario Moroni (1971)
- I racconti romani di una ex novizia, regia di Pino Tosini (1972)
- L'assassino ha riservato nove poltrone, regia di Giuseppe Bennati (1974)
- Il saprofita, regia di Sergio Nasca (1974)
- Il tempo dell'inizio, regia di Luigi Di Gianni (1974)
- I cannoni tuonano ancora, regia di Sergio Colasanti e Joseph Lerner (1974)
- Vergine, e di nome Maria, regia di Sergio Nasca (1975)
- Un prete scomodo, regia di Pino Tosini (1975)
- Frankenstein all'italiana, regia di Armando Crispino (1975)
- Amori, letti e tradimenti, regia di Alfonso Brescia (1976)
- Stato interessante, regia di Sergio Nasca (1977)
- La ragazza del vagone letto, regia di Ferdinando Baldi (1979)
- Le rose di Danzica, regia di Alberto Bevilacqua (1979)
- Il paramedico, regia di Sergio Nasca (1982)

### Televisione
- Stasera Fernandel - serie TV, 6 episodi (1968-1969)
- I giovedì della signora Giulia - miniserie TV, 5 episodi (1970)
- Il vero naif, regia di Raffaele Andreassi - documentario TV (1977)
- Racconti di fantascienza - miniserie TV, 9 episodi (1979)
- Inverno al mare - miniserie TV, 3 episodi (1982)